# Mysidia diana
Mysidia diana är en insektsart som beskrevs av Broomfield 1985. Mysidia diana ingår i släktet Mysidia och familjen Derbidae. Inga underarter finns listade i Catalogue of Life.